# Eucosmocydia
Eucosmocydia là một chi bướm đêm thuộc phân họ Tortricinae của họ Tortricidae.

## Các loài
- Eucosmocydia oedipus Diakonoff, 1988